# Sidonie von Bayern
Sidonie von Bayern (* 1. Mai 1488 in München; † 29. März 1505 ebenda) aus dem Hause Wittelsbach war die älteste Tochter Herzog Albrechts IV. von Bayern-München und seiner Ehefrau Kunigunde von Österreich. Sie starb als Braut des späteren Kurfürsten Ludwig V. von der Pfalz.

## Leben
Sidonie wurde am 1. Mai 1488 in München geboren. Ihr Vater Albrecht war seit 1465 Herzog von Bayern-München, ihre Mutter Kunigunde die Tochter Kaiser Friedrichs III. Im Alter von vierzehn Monaten wurde sie dem zehn Jahre älteren Ludwig von der Pfalz versprochen, dem ältesten Sohn Pfalzgraf Philipps. Das Heiratsgut sollte 32.000, die Morgengabe 10.000 Gulden betragen. Als Wittum wurden ihr Schloss und Stadt Möckmühl sowie Schloss und Stadt Neuenstadt am Kocher bei Heilbronn zugesprochen.
Wegen der engen Verwandtschaft der Brautleute – beide stammten vom oberbayerischen Herzog Ludwig II. ab und Ludwigs Mutter Margarete war eine Schwester Herzog Georgs von Bayern-Landshut – war ein päpstlicher Dispens notwendig, der bereits 1491 erteilt wurde. Die dafür notwendigen Untersuchungen hatte Papst Innozenz VIII. im Februar 1490 an den Freisinger Bischof Sixtus und dieser an zwei Münchner Geistliche delegiert.
Während der langen Verlobungszeit – aufgrund des jungen Alters der Braut war frühestens ab 1500 an eine Einlösung der Eheversprechens zu denken – prüften die Pfälzer Wittelsbacher auch andere Optionen für Ludwig. Neben der französischen Prinzessin Suzanne de Bourbon-Beaujeu war auch Marie, die Tochter Herzog Wilhelms von Jülich und Berg, im Gespräch. 1501 schlug schließlich der römisch-deutsche König Maximilian, Kunigundes Bruder, eine Ehe seiner Nichte Sidonie mit Herzog Karl von Geldern vor. Auch dieser Plan wurde nicht verwirklicht.
Das Verlöbnis zwischen Sidonie und Ludwig hatte bis zu ihrem Tod Ende März 1505 Bestand, es wurde auch nicht gelöst, als sich Bayern-München und die Pfalz nach dem Tod Herzog Georgs von Bayern-Landshut 1503 im Landshuter Erbfolgekrieg feindlich gegenüberstanden. Nachdem es zu einer Wiederannäherung zwischen den beiden Zweigen des Hauses Wittelsbach gekommen war, heiratete Ludwig 1511 Sidonies jüngere Schwester Sibylle.
Sidonie wurde in der Münchner Frauenkirche bestattet.